# Scleria orchardii
Scleria orchardii är en halvgräsart som beskrevs av Charles Dennis Adams. Scleria orchardii ingår i släktet Scleria och familjen halvgräs. Inga underarter finns listade i Catalogue of Life.